# Nacionalni centar za digitalizaciju
Nacionalni centar za digitalizaciju (NCD) je konzorcijum sastavljen od vodećih srpskih (i bivših jugoslovenskih) kulturnih i naučnih institucija, osnovan sa ciljem analize i rešavanja problema digitalizacije kulturne i naučne baštine.

## Istorija
Od pokretanja inicijative za osnivanje Nacionalnog centra za digitalizaciju (NCD) 2002. godine, osnovna ideja je bila da se formira konzorcijum vodećih kulturnih i naučnih ustanova koje su uključene u digitalizaciju nasleđa. Trenutno, konzorcijum čine:
- Matematički institut SANU
- Matematički fakultet Univerziteta u Beogradu
- Narodna biblioteka Srbije
- Narodni muzej u Beogradu
- Arheološki institut
- Arhiv Srbije
- Republički zavod za zaštitu spomenika kulture u Beogradu
- Jugoslovenska kinoteka

## Ciljevi
U NCD-u saradnja je usmerena na:
- Koorodinaciju rada i protok ideja među ustanovama koje se bave digitalizacijom
- Usaglašavanje strategije i prioriteta projekata digitalizacije
- Praćenje svetskih standarda i projektovanje odgovarajućih standarda na nivou naše države za digitalizaciju, stručnu obradu, čuvanje i prezentaciju nacionalnog kulturno-naučnog nasleđa
- Započinjanje procesa digitalizacije nacionalne baštine, istrajavanje u njegovom sprovođenju i blagovremena priprema planova migracije već digitalizovanih podataka u slučaju pojave novih tehnologija

Za postizanje ovih ciljeva sprovode se sledeće aktivnosti:
- Organizovanje godišnjih nacionalnih konferencija Nove tehnologije i standardi: Digitalizacija nacionalne baštine
- Izdavanje časopisa Pregled NCD-a, u elektronskoj i papirnoj formi
- Razvoj predloga nacionalnih standarda u oblasti digitalizacije nasleđa
- Razvoj modela distribuiranih informacionih sistema i specifičnog programskog okruženja za realizaciju standarda u digitalizaciji
- Međunarodna saradnja sa sličnim institucijama, posebno sa Inicijativom za digitalizaciju u jugoistočnoj Evropi (SEEDI)

## Projekti
- Elektronski katalog spomenika kulture u Srbiji
- Elektronska izdanja matematičkih časopisa
- Digitalna biblioteka retro-digitalizovanih knjiga i dokumenata
- Digitalna Narodna biblioteka Srbije

## Literatura
- Nacionalni centar za digitalizaciju (NCD) Архивирано на веб-сајту  (1. октобар 2011)
- Nacionalne konferencije Nove tehnologije i standardi: digitalizacija nacionalne baštine Архивирано на веб-сајту  (30. септембар 2011)
- Pregled NCD